# Peter Daniel von Rothermann
Peter Daniel Rothermann, seit 1878 Ritter von Rothermann (* 5. Dezember 1804 in Hamburg; † 26. Januar 1890 in Hirm, Ungarn, heute Burgenland) war ein Industrieller der österreichisch-ungarischen Zuckerindustrie.

## Leben

### Herkunft und frühe Tätigkeit
Wilhelm Hinrich Rothermann (1779–1852), der aus Hamburg stammende Vater des späteren Ritters von Rothermann, ging bedingt durch die schwierige wirtschaftliche Situation in Norddeutschland auf Wanderschaft und kam 1822 nach Wiener Neustadt. Nachdem er bald Werkleiter der Wr. Neustädter Zuckerraffinerie Reyer & Schlick geworden war, holte er seine Familie nach.
Sein Sohn Peter Daniel, der ein gelernter Zuckersiedemeister war, wurde bald selbst technischer Leiter der Zuckerraffinerie Reyer & Schlick in Wiener Neustadt.

### Gründung der Zuckerfabrik Hirm
1850 verließ Peter Daniel Rothermann zusammen mit dem Maschinenmeister Conrad Patzenhofer, dem Buchhalter Ignatz Hartig und dem Direktor Ernst Bauer das Unternehmen Reyer & Schlick und gründete mit diesen die Zuckerfabrik Hirm. Patzenhofer plante und überwachte dabei den Bau und wurde in der Folge technischer Direktor der Fabrik.
1852 machte sich Patzenhofer selbstständig und schloss mit dem Fürstlich Esterházy’schen Gutspächter Michael Ruehietl im nur 8 Kilometer von Hirm entfernten Siegendorf einen Rübenlieferungsvertrag ab. Gemeinsam mit seinem Freund, dem Maschinenfabrikanten Josef Baechlé, errichtete er ebenfalls eine Zuckerrübenfabrik. Nur die Tatsache, dass Patzenhofer mit Mathilde Rothermann, der Tochter Peter Daniel Rothermanns, verlobt war, dürfte den Ärger seines Geschäftspartners in Hirm besänftigt haben.
Peter Daniel Rothermann und Conrad Patzenhofer 1859 gründeten so gemeinsam die Zuckerfabrik Landegg und beteiligten sich später auch an weiteren Zuckerfabriken in Österreich-Ungarn. Seine Fabriken exportierten in alle Welt.

### Lebensabend

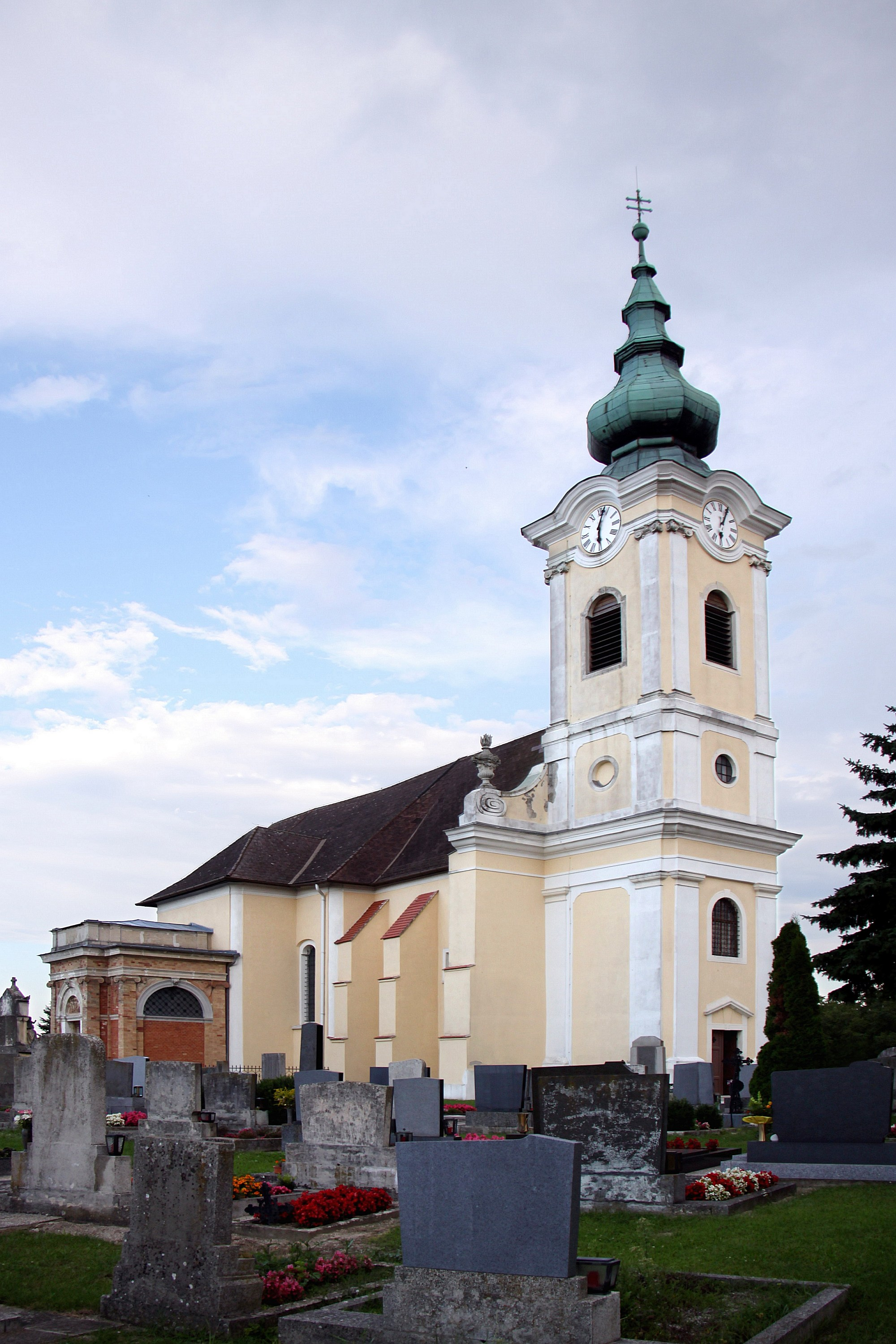
Pfarrkirche Kleinfrauenhaid mit dem links an die Kirche angebauten Rothermann-Mausoleum

Rothermann wurde mehrfach ausgezeichnet, unter anderem mit dem  Orden der Eisernen Krone III. Klasse, mit welchem seine 1878 erfolgte Erhebung in den erblichen österreichischen Ritterstand verbunden war. Er starb 1890 auf seinem Gut in Hirm und wurde neben seiner Ehefrau Franziska im Rothermann-Mausoleum an der Pfarrkirche Kleinfrauenhaid bestattet, welches er 1872 hatte errichten lassen.

### Familie
Peter Daniel von Rothermann (selbst protestantischer Konfession) heiratete in Wiener Neustadt die katholische Franziska Swoboda (1811–1871), die Tochter eine Stadtrats und Seifensieders. Mit ihr hatte er eine Tochter Mathilde (1843–1914) sowie drei Söhne Rudolf (1835–1903), Wilhelm (1836–1881) und Daniel Christian (1843–1935). Nach seinem Tod übernahm sein Sohn Rudolf die Firmenleitung und nach dessen Tod dessen Bruder Daniel Christian.